# Pomeni imen asteroidov: 99001–100000
Pregled pomenov imen asteroidov (malih planetov) od številke 99001 do 100000, ki jim je Središče za male planete dodelilo številko in so pozneje dobili tudi uradno ime  v skladu z dogovorjenim načinom imenovanja. Pregled je preverjen z Schmadelovim “Slovarjem imen malih planetov” (“Dictionary of Minor Planet Names”). 
Pregled pojasnjuje izvor oziroma pomen imen asteroidov, ki ga je priznala Mednarodna astronomska zveza (IAU). Nekateri asteroidi imajo imajo dodatno pojasnilo o izvoru imena, ki pa vedno ni popolnoma zanesljivo (oznaka “†” ali “‡“). 
| Ime                 | Začasna oznaka | Izvor imena |
| 99001–99100         | 99001–99100    | 99001–99100 |
| ------------------- | -------------- | --- |
| 99070 Strittmatter  | 2001 FA10      | Peter Strittmatter, ameriški astronom, sodelavec v projektih Veliki binokularni teleskop (Large Binocular Telescope ali LBT) in Veliki Magellanov teleskop (Giant Magellan Telescope ali GMT) † |
| 99101–99200         |                | |
| 99193 Obsfabra      | 2001 GN4       | Observatorij Fabra (Observatori Fabra), Barcelona, Španija † |
| 99201–99300         |                | |
| 99201 Sattler       | 2001 HY16      | Birgit I. Sattler, avstrijski limnolog (strokovnjak za sladke vode) in raziskovalec Antarktike † |
| 99262 Bleustein     | 2001 OQ12      | Marcel Bleustein-Blanchet, francoski publicist, ustanovitelj Sklada (fundacije) za poklicane (Foundation of the Vocation) v letu 1960, odkritelj je nagrajenec tega sklada v letu 1982 (sklad nudi finančno pomoč mladim ljudem, ki se čutijo poklicane za opravljanje določenih del npr. v umetnosti, literaturi, medicini, znanosti itd) † |
| 99301–99400         |                | |
| 99401–99500         |                | |
| 99501–99600         |                | |
| 99503 Leewonchul    | 2002 DB1       | Lee, Won Chul (David W. Lee), korejski astronom, prvi Korejec, ki je dosegel stopnjo philosophiæ doctor (Ph.D.) in prvi direktor Nacionalnega observatorija v Seulu † |
| 99601–99700         |                | |
| 99701–99800         |                | |
| 99801–99900         |                | |
| 99861 Tscharnuter   | 2002 OV24      | Werner M. Tscharnuter, nemški astrofizik † |
| 99891 Donwells      | 2002 PG165     | Don J. Wells, ameriški upravitelj na televizijski postaji za področje Houstona in odkritelj večjega števila asteroidov, delal je na Observatoriju George, Needville, Teksas, ZDA in Observatoriju RAS (Remote Astronomical Society ali RAS) v Mayhillu v Novi Mehiki †                                                                       |
| 99901–100000        |                | |
| 99905 Jeffgrossman  | 2002 QX50      | Jeffrey N. Grossman, ameriški meteoritik (strokovnjak za meteorite) † |
| 99906 Uofalberta    | 2002 QV53      | Univerza Alberte (University of Alberta), mesto Edmonton v Kanadi; začetnice mota univerze Quaecumque Vera ("Katerakoli stvar je resnična") se pojavljajo v začasni oznaki asteroida (QV) † ‡ |
| 99928 Brainard      | 2000 EQ147     | Bradley J. Brainard, ameriški kirurg † |
| 99942 Apophis       | 2004 MN4       | grško ime za Apepa, ki je bil staroegipčanski bog rušenja in uničevanja, ki se je zadrževal v večnem mraku † |
| 99950 Euchenor      | 1973 SC1       | Euchenor, starogrški junak iz Korinta, ubil ga je Paris med trojansko vojno † |
| 100000 Astronautica | 1982 SH1       | imenovanje ob priliki 50. obletnice vesoljske dobe, ki se je pričela z izstrelitvijo Sputnika 1 in tudi zato, ker se vesolje začenja nekje na višini 100.000 m (100 km) nad površino Zemlje † ‡ |

| Predhodnik: 98001–99000 | Pomeni imen asteroidov Seznam asteroidov (99001-99250) Seznam asteroidov (99251-99500) Seznam asteroidov (99501-99750) Seznam asteroidov (99751-100000) | Naslednik: 100.001–110.000 |